# هيذر رافو
هيذر رافو (بالإنجليزية: Heather Raffo)‏ (ولدت في 1970 في ميشيغان، الولايات المتحدة) هي كاتبة ومسرحية وممثلة أمريكية عراقية، الحائزة على جائزة لوسيل لورتل، التي اشتهرت بدورها القيادي في مسرحية تسعة اجزاء من الرغبة.

## وصلات خارجية
- Heather Raffo Official Website (بالإنجليزية)